# (13613) 1994 UA3
(13613) 1994 UA3 est un astéroïde de la ceinture principale d'astéroïdes découvert en 1994.

## Description
(13613) 1994 UA3 a été découvert le 26 octobre 1994 à Kushiro (Japon) par Seiji Ueda et Hiroshi Kaneda.

### Caractéristiques orbitales
L'orbite de cet astéroïde est caractérisée par un demi-grand axe de 2,67 UA, un périhélie de 2,20 UA, une excentricité de 0,18 et une inclinaison de 1,19° par rapport à l'écliptique. Du fait de ces caractéristiques, à savoir un demi-grand axe compris entre 2 et 3,2 UA et un périhélie supérieur à 1,666 UA, il est classé, selon la JPL Small-Body Database, comme objet de la ceinture principale d'astéroïdes.

### Caractéristiques physiques
(13613) 1994 UA3 a une magnitude absolue (H) de 14,5 et un albédo estimé à 0,401.